# 데지 (루마니아)

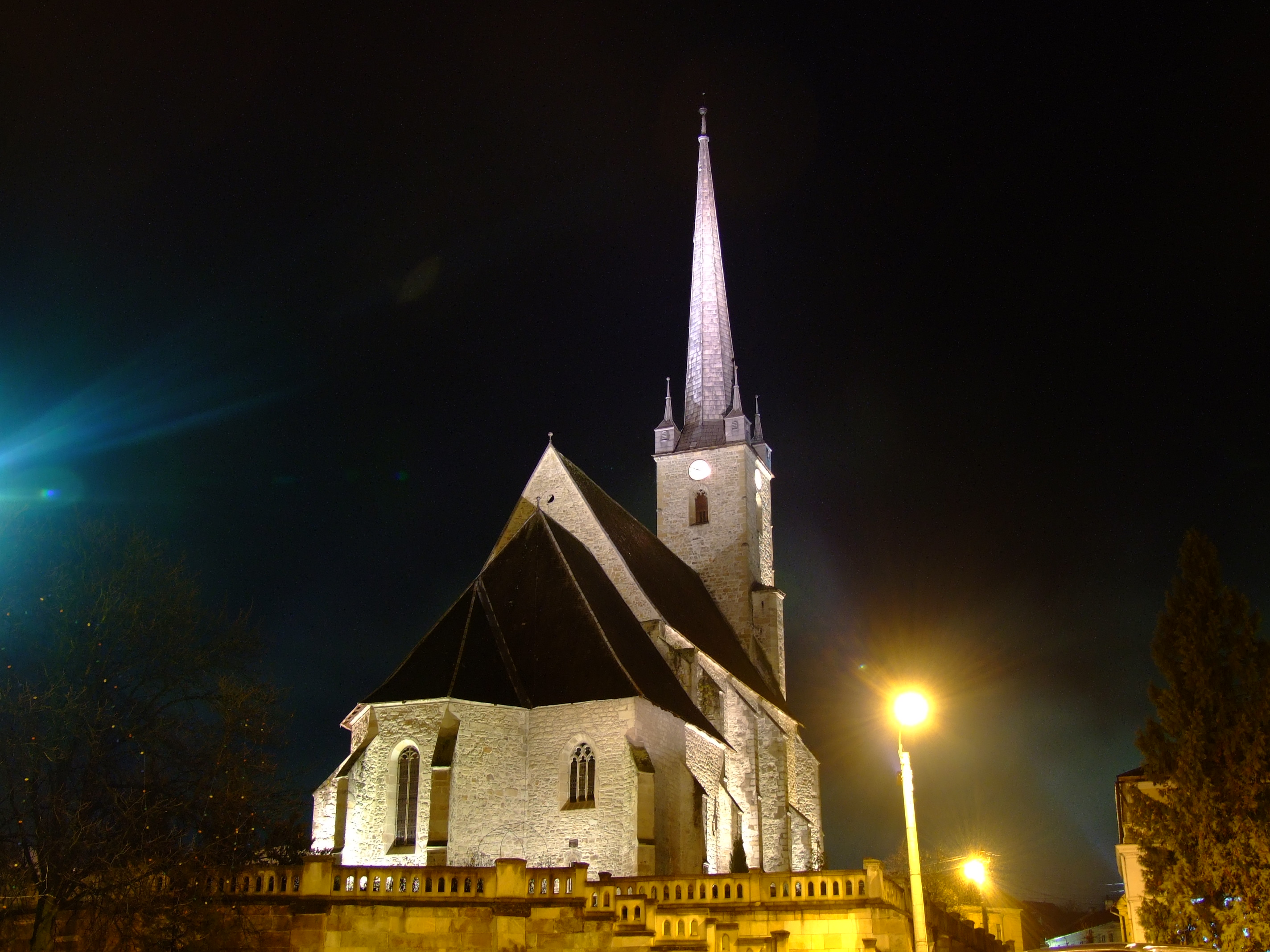
데지 칼뱅주의 교회

데지(루마니아어: Dej, 헝가리어: Dés 데시[*], 독일어: Desch / Burglos 데슈 / 부르글로스[*], 이디시어: דעעש 데슈)는 루마니아 북서부에 위치한 클루지주의 도시로 면적은 109.12km2, 인구는 31,702명(2011년 10월 20일 기준), 인구 밀도는 290명/km2이다. 클루지나포카에서 북쪽으로 60km 정도 떨어진 곳에 위치하며 클루지나포카, 바이아마레, 사투마레로 이어지는 철도와 고속도로가 만나는 곳이기도 하다.

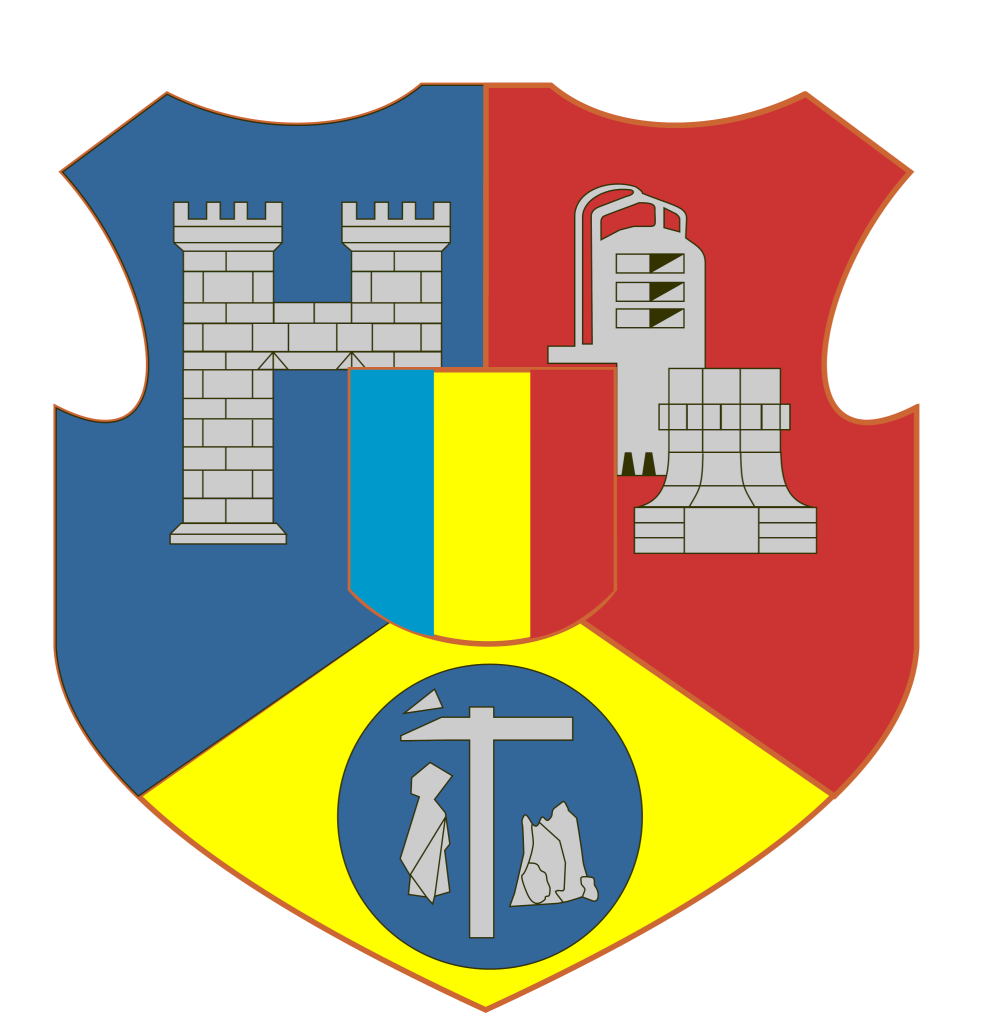
시 문장

## 인구
| 연도              | 인구   | ±%     |
| ----------------- | ------ | ------ |
| 1910              | 11,452 | —      |
| 1930              | 15,110 | +31.9% |
| 1948              | 14,681 | −2.8%  |
| 1956              | 19,281 | +31.3% |
| 1966              | 26,984 | +40.0% |
| 1977              | 32,345 | +19.9% |
| 1992              | 41,216 | +27.4% |
| 2002              | 38,478 | −6.6%  |
| 2011              | 33,497 | −12.9% |
| 출처: Census data |        |        |